# قازار سیمونیان
قازار سیمونیان (ارمنی: Ղազար Սիմոնյան) فعال و زندانی سیاسی، مترجم و نماینده مجلس شورای ملی از ارامنه اهل اراک بود. وی که از اعضای معمولی حزب توده ایران به حساب می‌آمد مهمترین سازمان دهنده کارکنان دفتری برای حزب بود و خود کارمند متوسط ساکن تهران بود. سیمونیان به عنوان نامزد حزب توده در انتخابات مجلس چهاردهم شرکت کرد و توانست کرسی اختصاص داده شده به اقلیت‌های مسیحی ساکن استان‌های مرکزی و جنوبی را به دست آورد. او بیشتر سال‌های دهه پنجاه را در زندان گذراند و در همانجا ترجمه معروفش از کتاب آنا کارنینای تولستوی را انجام داد.

## اتهامات انور خامه‌ای
انور خامه‌ای از اعضای سابق حزب توده در مصاحبه‌ای با مرتضی رسولی پور که در نشریه فصلنامه تاریخ معاصر ایران به چاپ رسید، سیمونیان را به فساد و جاسوسی متهم می‌کند و می‌گوید:
بعد از فضاحتهای زیادی که حزب در شمال و در زمان حکومت پیشه‌وری به وجود آورد، کثافت کاریهایی کردند، مردم را عذاب دادند و غل و زنجیر و زندان درست کردند. وقتی که همهٔ این رسواییها آشکار شد و آبروی حزب رفت، رجال حزب دور هم جمع شدند و کمیسیونی تشکیل دادند تا به اصطلاح، افراد فاسد را از حزب توده بیرون بیندازند. در رأس این کمیسیون هم مرد بسیار شریفی به نام مهندس زنجانی قرار دادند. او مردی پاک و بیغرض بود و هیچ‌کس نمی‌تواند در پاکی او شک کند. به موجب تصمیم کمیسیون، یکی از اشخاص فاسد به نام قازار سیمونیان مورد تسویه قرار گرفت. سیمونیان کسی بود که دائماً به سفارت شوروی می‌رفت و دستور می‌گرفت و رفت‌وآمد دائمی او به سفارت کاملاً علنی بود. وقتی کمیسیون تصمیم به اخراج او گرفت و در روزنامهٔ رسمی هم حکم اخراج او منتشر شد، بلافاصله سفارت شوروی دبیر وقت حزب را خواست و گفت شما غلط کردید سیمونیان را اخراج کنید؛او برای ما کار می‌کند. فردای آن روز روزنامهٔ مردم، که ارگان رسمی حزب توده بود، نوشت که اشتباه شده و آقای سیمونیان شخصیت بسیار محترمی است

## ترجمه‌ها
- افسانه‌های قدیم اوکراین (۱۳۴۹ ناشر توس)
- تاراس بولبا (۱۳۹۸ شرکت انتشارات علمی و فرهنگی)
- آنا کارنینا (بی‌تا انتشارات کتابخانه گوتنبرگ)
- افسانه‌های قدیم هندی (۱۳۴۲ گوتنبرگ)